# Pamparato
Pamparato is een gemeente in de Italiaanse provincie Cuneo (regio Piëmont) en telt 398 inwoners (31-12-2004). De oppervlakte bedraagt 35,0 km², de bevolkingsdichtheid is 11 inwoners per km².

## Demografie
Pamparato telt ongeveer 238 huishoudens. Het aantal inwoners daalde in de periode 1991-2001 met 25,8% volgens cijfers uit de tienjaarlijkse volkstellingen van ISTAT.
| Jaar | Inwoneraantal |
| ---- | ------------- |
| 1991 | 543           |
| 2001 | 403           |

## Geografie
Pamparato grenst aan de volgende gemeenten: Garessio, Monasterolo Casotto, Roburent, Torre Mondovì, Viola.